# Valbygård
Valbygaard blev oprettet til hovedgård ved Antvorskov rytterdistrikts salg i året 1774, men gården nævnes i 1310, da den var ejet af Antvorskov Kloster.
Valbygaard ligger ca. 3 km nordvest for Slagelse i Sankt Mikkels Sogn, Slagelse Kommune.
Hovedbygningen er opført i 1853-1855 ved arkitekt L. A. Winstrup og udvidet i 1884.
Valbygaard Gods er på 1107 hektar med Langebjerggård, Brorup og Teglværksgård .

## Ejere af Valbygaard
- (1310-1536) Antvorskov Kloster
- (1536-1774) Kronen
- (1774-1776) Joachim Melchior Holten Castenschiold
- (1776-1805) Jørgen Frederik Castenschiold
- (1805-1846) Poul Christian von Stemann
- (1846-1877) August Willads Bech
- (1877-1909) Jørgen Peter Bech (søn)
- (1909-1940) August Willads Bech (søn)
- (1940-1972) Jørgen Peter Bech (søn)
- (1972-2000) August Willads Bech (søn)
- (2000-2007) August Willads Bech / Jørgen Peter Bech (søn)
- (2007-) Jørgen Peter Bech